# Гай Ауфидий Викторин (консул 183 г.)
Вижте пояснителната страница за други личности с името Викторин.
Гай Ауфидий Викторин (на латински: Gaius Aufidius Victorinus; † 185 г.) е политик и сенатор на Римската империя през 2 век. Пълното му име е Gaius Aufidius Victorinus Mulvius … Marcellinus Rhesius Per[…] … Numisius Rufus Arrius Paul(inus?) […]ius Iustus Cocceius Gallus.

## Биография
Викторин произлиза от Пизаурум в Умбрия. Той е заедно с Марк Аврелий ученик на Марк Корнелий Фронтон и се жени по-късно за дъщерята на Фронтон Грация.
През 155 г. той е суфектконсул заедно с Марк Гавий. От 162 до 166 г. е легат на Горна Германия, където има задачата да спре нападките на хатите в Германия и Реция. През 166/167 г. той e comes на Марк Аврелий и Луций Вер в Маркоманската война и получава високи военни отличия. След една година е легат на Дакия (168/169), след това на Испания Бетика (170/171) и на Близка Испания (171/172). През 173/175 г. е проконсул на Африка и от 177 до 179 г. управител на Сирия. От 179 до 183 е градски префект. През 183 г. той е консул заедно с Комод.
Викторин умира около 185 г. Неговите синове Марк Ауфидий Фронтон и Гай Ауфидий Викторин са редовни консули през 199 и 200 г.